# Moitajärvi
Moitajärvi är en sjö i Finland. Den ligger i kommunen Kemijärvi i landskapet Lappland, i den norra delen av landet, 700 km norr om huvudstaden Helsingfors. Moitajärvi ligger 229,6 meter över havet. Den är 15 meter djup. Arean är 1,44 kvadratkilometer och strandlinjen är 15,79 kilometer lång. Sjön  ingår i Kemi älvs huvudavrinningsområde. 
I sydöst-nrdvästlig riktning sträcker sig en omkring två kilometer lång halvö, som avgränsar Moitajärvis huvudsakliga vattenyta i sydväst från Syväselkä i nordöst och Moitalampi i sydöst. Den senare räknas, till skillnad från den förra, som en egen sjö. Mellan Syväselkä och Moitalampi skiljs åt av myrområden. I sjön finns flera små öar, de största är Isosaari (1,1 hektar), Pöhnäsaari (0,4 hektar), Hautassari (0,4 hektar), Ammesaari (0,2 hektar) och Varessaari (0,2 hektar).